# 馬佐夫舍地區奧斯特魯夫
馬佐夫舍地區奧斯特魯夫是波蘭的城鎮，位於該國東北部，由馬佐夫舍省負責管轄，面積22.09平方公里，海拔高度110米，該鎮六成地方在第二次世界大戰中被破壞，2006年人22,560。
52°48′N 21°54′E / 52.800°N 21.900°E

## 外部連結
- Jewish Community in Ostrów Mazowiecka （页面存档备份，存于） on Virtual Shtetl